# Joe Seo
Joe Seo (01 de Abril de 1980, San Francisco, California, Estados Unidos) es un actor estadounidense de raíces coreanas. Es conocido principalmente por su participación en la serie web Cobra Kai y su papel en la película Spa night.

## Biografía
Joe nació en el año 1980 en San Francisco y fue criado en Los Ángeles, California.
Inició con la actuación en el año 2006, cuando obtuvo su primer papel importante en el filme "La Vida es un Juego". A partir de ahí, comenzó a aparecer en varios cortometrajes, como Monsters (2008), Someone in my car (2008), así como en algunos videojuegos.
En el 2016, Joe trabajó en el largometraje Spa night en el que interpretó al protagonista David Cho. Dicha película es considerada como una de las más importantes del cine asiático-americano, y la actuación de Seo también fue elogiada.
Desde el 2018, Joe interpreta al personaje de Kyler en la serie de YouTube Red/Netflix Cobra Kai, la continuación de la franquicia de Karate Kid, con la cual ha alcanzado reconocimiento a nivel mundial.

## Filmografía

### Películas
- La vida es un Juego (2006)- Choi.
- Freedom Writers (2007)
- Take Off (2009)- Traductor
- Sati Shaves Her Head (2011)- Cake
- Message from the King (2016)- Sam
- Spa night (2016)- David Cho
- The Bird Who Could Fly (2017)- Arthur Lee

### Series
- Cobra Kai (2018; 2021-2025)- Kyler Park